# Чемпионат Европы по баскетболу 2017. Группа C
В этой статье представлено положение команд и результаты матчей в группе B предварительного раунда чемпионата Европы по баскетболу 2017. Состав группы был определён во время жеребьёвки 22 ноября 2016 в Стамбуле, Турция. В группе будут участвовать Хорватия, Чехия, Испания, Черногория, Румыния и Венгрия. Команды сыграют друг с другом в один круг. Матчи группы пройдут с 1 по 7 сентября 2017 года в «Поливалент Холле» в Клуж-Напока, Румыния. Четыре лучшие команды выйдут в плей-офф.

## Положение команд
| Поз | Команда    | И | В | П | ОЗ  | ОП  | РО   | О  | Квалификация |
| --- | ---------- | - | - | - | --- | --- | ---- | -- | ------------ |
| 1   | Испания    | 5 | 5 | 0 | 449 | 303 | +146 | 10 | Плей-офф     |
| 2   | Хорватия   | 5 | 4 | 1 | 397 | 336 | +61  | 9  | Плей-офф     |
| 3   | Черногория | 5 | 3 | 2 | 378 | 367 | +11  | 8  | Плей-офф     |
| 4   | Венгрия    | 5 | 2 | 3 | 335 | 370 | −35  | 7  | Плей-офф     |
| 5   | Чехия      | 5 | 1 | 4 | 356 | 441 | −85  | 6  |              |
| 6   | Румыния    | 5 | 0 | 5 | 316 | 414 | −98  | 5  |              |

Время начала матчей дано по местному времени (UTC+3).

## Результаты матчей

### 1-й тур

#### Венгрия v Хорватия
| 1 сентября 2017 15:00 | Отчёт | Венгрия                      | 58:67    | Хорватия           | Поливалент Холл, Клуж-Напока Зрителей: 1,680 Судьи: Панайотис Анастопулос Николя Маэстр Маркос Михаэлидес |
| 1 сентября 2017 15:00 | Отчёт | 20–20, 16–19, 17–13, 5–15    |          |                    | Поливалент Холл, Клуж-Напока Зрителей: 1,680 Судьи: Панайотис Анастопулос Николя Маэстр Маркос Михаэлидес |
| 1 сентября 2017 15:00 | Отчёт | Золтан Перл 12               | Очки     | Боян Богданович 23 | Поливалент Холл, Клуж-Напока Зрителей: 1,680 Судьи: Панайотис Анастопулос Николя Маэстр Маркос Михаэлидес |
| 1 сентября 2017 15:00 | Отчёт | Акос Келлер, Давид Войвода 6 | Подборы  | Боян Богданович 7  | Поливалент Холл, Клуж-Напока Зрителей: 1,680 Судьи: Панайотис Анастопулос Николя Маэстр Маркос Михаэлидес |
| 1 сентября 2017 15:00 | Отчёт | Адам Ханга 4                 | Передачи | Роко Укич 4        | Поливалент Холл, Клуж-Напока Зрителей: 1,680 Судьи: Панайотис Анастопулос Николя Маэстр Маркос Михаэлидес |

#### Испания v Черногория
| 1 сентября 2017 17:45 | Отчёт | Испания                    | 99:60    | Черногория                       | Поливалент Холл, Клуж-Напока Зрителей: 2,300 Судьи: Толга Сахин Кристофер Рид Йоан Россо |
| 1 сентября 2017 17:45 | Отчёт | 26–14, 25–15, 19–15, 29–16 |          |                                  | Поливалент Холл, Клуж-Напока Зрителей: 2,300 Судьи: Толга Сахин Кристофер Рид Йоан Россо |
| 1 сентября 2017 17:45 | Отчёт | Вилли Эрнангомес 18        | Очки     | Никола Вучевич 16                | Поливалент Холл, Клуж-Напока Зрителей: 2,300 Судьи: Толга Сахин Кристофер Рид Йоан Россо |
| 1 сентября 2017 17:45 | Отчёт | Вилли Эрнангомес 9         | Подборы  | Никола Вучевич 5                 | Поливалент Холл, Клуж-Напока Зрителей: 2,300 Судьи: Толга Сахин Кристофер Рид Йоан Россо |
| 1 сентября 2017 17:45 | Отчёт | Серхио Родригес 10         | Передачи | Никола Павличевич, Тайрис Райс 3 | Поливалент Холл, Клуж-Напока Зрителей: 2,300 Судьи: Толга Сахин Кристофер Рид Йоан Россо |

#### Румыния v Чехия
| 1 сентября 2017 20:30 | Отчёт | Румыния                   | 68:83    | Чехия                | Поливалент Холл, Клуж-Напока Зрителей: 2,260 Судьи: Луис Васкес Борис Креич Сергей Защук |
| 1 сентября 2017 20:30 | Отчёт | 22–21, 16–19, 9–22, 21–21 |          |                      | Поливалент Холл, Клуж-Напока Зрителей: 2,260 Судьи: Луис Васкес Борис Креич Сергей Защук |
| 1 сентября 2017 20:30 | Отчёт | Влад Молдовяну 24         | Очки     | Войцех Хрубан 25     | Поливалент Холл, Клуж-Напока Зрителей: 2,260 Судьи: Луис Васкес Борис Креич Сергей Защук |
| 1 сентября 2017 20:30 | Отчёт | Влад Молдовяну 8          | Подборы  | Томаш Саторанский 13 | Поливалент Холл, Клуж-Напока Зрителей: 2,260 Судьи: Луис Васкес Борис Креич Сергей Защук |
| 1 сентября 2017 20:30 | Отчёт | Андрей Мандач 5           | Передачи | Томаш Саторанский 6  | Поливалент Холл, Клуж-Напока Зрителей: 2,260 Судьи: Луис Васкес Борис Креич Сергей Защук |

### 2-й тур

#### Черногория v Венгрия
| 2 сентября 2017 15:00 | Отчёт | Черногория                        | 72:48    | Венгрия            | Поливалент Холл, Клуж-Напока Зрителей: 2,434 Судьи: Луис Васкес Маркос Михаэлидес Сергей Защук |
| 2 сентября 2017 15:00 | Отчёт | 14–11, 25–18, 21–11, 12–8         |          |                    | Поливалент Холл, Клуж-Напока Зрителей: 2,434 Судьи: Луис Васкес Маркос Михаэлидес Сергей Защук |
| 2 сентября 2017 15:00 | Отчёт | Боян Дубльевич, Никола Вучевич 13 | Очки     | Давид Войвода 20   | Поливалент Холл, Клуж-Напока Зрителей: 2,434 Судьи: Луис Васкес Маркос Михаэлидес Сергей Защук |
| 2 сентября 2017 15:00 | Отчёт | Филип Барович 9                   | Подборы  | Кемал Караходжич 7 | Поливалент Холл, Клуж-Напока Зрителей: 2,434 Судьи: Луис Васкес Маркос Михаэлидес Сергей Защук |
| 2 сентября 2017 15:00 | Отчёт | Никола Иванович, Тайрис Райс 3    | Передачи | Адам Ханга 3       | Поливалент Холл, Клуж-Напока Зрителей: 2,434 Судьи: Луис Васкес Маркос Михаэлидес Сергей Защук |

#### Чехия v Испания
| 2 сентября 2017 17:45 | Отчёт | Чехия                                 | 56:93    | Испания                              | Поливалент Холл, Клуж-Напока Зрителей: 3,033 Судьи: Панайотис Анастопулос Эрез Гурион Кристофер Рид |
| 2 сентября 2017 17:45 | Отчёт | 14–33, 9–23, 15–20, 18–17             |          |                                      | Поливалент Холл, Клуж-Напока Зрителей: 3,033 Судьи: Панайотис Анастопулос Эрез Гурион Кристофер Рид |
| 2 сентября 2017 17:45 | Отчёт | Мартин Криж 11                        | Очки     | По Газоль 26                         | Поливалент Холл, Клуж-Напока Зрителей: 3,033 Судьи: Панайотис Анастопулос Эрез Гурион Кристофер Рид |
| 2 сентября 2017 17:45 | Отчёт | Томаш Саторанский, Камил Сврдлик по 5 | Подборы  | Вилли Эрнангомес] 10                 | Поливалент Холл, Клуж-Напока Зрителей: 3,033 Судьи: Панайотис Анастопулос Эрез Гурион Кристофер Рид |
| 2 сентября 2017 17:45 | Отчёт | Томаш Саторанский 5                   | Передачи | Хуан Карлос Наварро, Рики Рубио по 5 | Поливалент Холл, Клуж-Напока Зрителей: 3,033 Судьи: Панайотис Анастопулос Эрез Гурион Кристофер Рид |

#### Хорватия v Румыния
| 2 сентября 2017 20:30 | Отчёт | Хорватия                       | 74:58    | Румыния           | Поливалент Холл, Клуж-Напока Зрителей: 4,754 Судьи: Толга Сахин Николя Маэстр Йоан Россо |
| 2 сентября 2017 20:30 | Отчёт | 20–12, 22–17, 15–13, 17–16     |          |                   | Поливалент Холл, Клуж-Напока Зрителей: 4,754 Судьи: Толга Сахин Николя Маэстр Йоан Россо |
| 2 сентября 2017 20:30 | Отчёт | Боян Богданович 21             | Очки     | Влад Молдовяну 14 | Поливалент Холл, Клуж-Напока Зрителей: 4,754 Судьи: Толга Сахин Николя Маэстр Йоан Россо |
| 2 сентября 2017 20:30 | Отчёт | Дарио Шарич 10                 | Подборы  | Андрей Мандач 7   | Поливалент Холл, Клуж-Напока Зрителей: 4,754 Судьи: Толга Сахин Николя Маэстр Йоан Россо |
| 2 сентября 2017 20:30 | Отчёт | Иван Рамляк, Крунослав Симон 4 | Передачи | Андрей Мандач 6   | Поливалент Холл, Клуж-Напока Зрителей: 4,754 Судьи: Толга Сахин Николя Маэстр Йоан Россо |

### 3-й тур

#### Венгрия v Чехия
| 4 сентября 2017 15:00 | Отчёт | Венгрия                    | 85:73    | Чехия                              | Поливалент Холл, Клуж-Напока Зрителей: 1,893 Судьи: Толга Сахин Николя Маэстр Кристофер Рид |
| 4 сентября 2017 15:00 | Отчёт | 23–16, 21–17, 22–25, 19–15 |          |                                    | Поливалент Холл, Клуж-Напока Зрителей: 1,893 Судьи: Толга Сахин Николя Маэстр Кристофер Рид |
| 4 сентября 2017 15:00 | Отчёт | Адам Ханга 31              | Очки     | Лукаш Пализа, Томаш Саторанский 18 | Поливалент Холл, Клуж-Напока Зрителей: 1,893 Судьи: Толга Сахин Николя Маэстр Кристофер Рид |
| 4 сентября 2017 15:00 | Отчёт | Адам Ханга 8               | Подборы  | Томаш Саторанский 7                | Поливалент Холл, Клуж-Напока Зрителей: 1,893 Судьи: Толга Сахин Николя Маэстр Кристофер Рид |
| 4 сентября 2017 15:00 | Отчёт | Адам Ханга 8               | Передачи | Томаш Саторанский, Иржи Велш по 4  | Поливалент Холл, Клуж-Напока Зрителей: 1,893 Судьи: Толга Сахин Николя Маэстр Кристофер Рид |

#### Черногория v Хорватия
| 4 сентября 2017 17:45 | Отчёт | Черногория                 | 72:76    | Хорватия           | Поливалент Холл, Клуж-Напока Зрителей: 1,983 Судьи: Панайотис Анастопулос Йоан Россо Луис Васкес |
| 4 сентября 2017 17:45 | Отчёт | 17–25, 14–18, 21–19, 20–14 |          |                    | Поливалент Холл, Клуж-Напока Зрителей: 1,983 Судьи: Панайотис Анастопулос Йоан Россо Луис Васкес |
| 4 сентября 2017 17:45 | Отчёт | Тайрис Райс 22             | Очки     | Боян Богданович 23 | Поливалент Холл, Клуж-Напока Зрителей: 1,983 Судьи: Панайотис Анастопулос Йоан Россо Луис Васкес |
| 4 сентября 2017 17:45 | Отчёт | Боян Дубльевич 11          | Подборы  | Три игрока по 6    | Поливалент Холл, Клуж-Напока Зрителей: 1,983 Судьи: Панайотис Анастопулос Йоан Россо Луис Васкес |
| 4 сентября 2017 17:45 | Отчёт | Никола Иванович 3          | Передачи | Роко Укич 5        | Поливалент Холл, Клуж-Напока Зрителей: 1,983 Судьи: Панайотис Анастопулос Йоан Россо Луис Васкес |

#### Испания v Румыния
| 4 сентября 2017 20:30 | Отчёт | Испания                  | 91:50    | Румыния                           | Поливалент Холл, Клуж-Напока Зрителей: 8,163 Судьи: Маркос Михаэлидес Эрез Гурион Борис Креич |
| 4 сентября 2017 20:30 | Отчёт | 21–19, 20–8, 29–8, 21–15 |          |                                   | Поливалент Холл, Клуж-Напока Зрителей: 8,163 Судьи: Маркос Михаэлидес Эрез Гурион Борис Креич |
| 4 сентября 2017 20:30 | Отчёт | Хуан Эрнангомес 18       | Очки     | Влад Молдовяну 15                 | Поливалент Холл, Клуж-Напока Зрителей: 8,163 Судьи: Маркос Михаэлидес Эрез Гурион Борис Креич |
| 4 сентября 2017 20:30 | Отчёт | Вилли Эрнангомес] 13     | Подборы  | Эмануэл Кате, Влад Молдовяну по 6 | Поливалент Холл, Клуж-Напока Зрителей: 8,163 Судьи: Маркос Михаэлидес Эрез Гурион Борис Креич |
| 4 сентября 2017 20:30 | Отчёт | Серхио Родригес 7        | Передачи | Влад Молдовяну 3                  | Поливалент Холл, Клуж-Напока Зрителей: 8,163 Судьи: Маркос Михаэлидес Эрез Гурион Борис Креич |

### 4-й тур

#### Чехия v Черногория
| 5 сентября 2017 15:00 | Отчёт | Чехия                              | 75:88    | Черногория                         | Поливалент Холл, Клуж-Напока Зрителей: 2,424 Судьи: Йоан Россо Сергей Защук Эрез Гурион |
| 5 сентября 2017 15:00 | Отчёт | 17–24, 17–25, 21–29, 20–10         |          |                                    | Поливалент Холл, Клуж-Напока Зрителей: 2,424 Судьи: Йоан Россо Сергей Защук Эрез Гурион |
| 5 сентября 2017 15:00 | Отчёт | Патрик Ода 14                      | Очки     | Никола Вучевич, Никола Иванович 17 | Поливалент Холл, Клуж-Напока Зрителей: 2,424 Судьи: Йоан Россо Сергей Защук Эрез Гурион |
| 5 сентября 2017 15:00 | Отчёт | Камил Сврдлик, Мартин Петерка по 4 | Подборы  | Никола Вучевич 14                  | Поливалент Холл, Клуж-Напока Зрителей: 2,424 Судьи: Йоан Россо Сергей Защук Эрез Гурион |
| 5 сентября 2017 15:00 | Отчёт | Томаш Саторанский 11               | Передачи | Никола Павличевич 5                | Поливалент Холл, Клуж-Напока Зрителей: 2,424 Судьи: Йоан Россо Сергей Защук Эрез Гурион |

#### Хорватия v Испания
| 5 сентября 2017 17:45 | Отчёт | Хорватия                   | 73:79    | Испания       | Поливалент Холл, Клуж-Напока Зрителей: 6,089 Судьи: Толга Сахин Панайотис Анастопулос Николя Маэстр |
| 5 сентября 2017 17:45 | Отчёт | 20–21, 12–17, 22–15, 19–26 |          |               | Поливалент Холл, Клуж-Напока Зрителей: 6,089 Судьи: Толга Сахин Панайотис Анастопулос Николя Маэстр |
| 5 сентября 2017 17:45 | Отчёт | Дарио Шарич 18             | Очки     | Рики Рубио 13 | Поливалент Холл, Клуж-Напока Зрителей: 6,089 Судьи: Толга Сахин Панайотис Анастопулос Николя Маэстр |
| 5 сентября 2017 17:45 | Отчёт | Дарио Шарич 13             | Подборы  | По Газоль 10  | Поливалент Холл, Клуж-Напока Зрителей: 6,089 Судьи: Толга Сахин Панайотис Анастопулос Николя Маэстр |
| 5 сентября 2017 17:45 | Отчёт | Крунослав Симон 6          | Передачи | Рики Рубио 4  | Поливалент Холл, Клуж-Напока Зрителей: 6,089 Судьи: Толга Сахин Панайотис Анастопулос Николя Маэстр |

#### Румыния v Венгрия
| 5 сентября 2017 20:30 | Отчёт | Румыния                           | 71:80    | Венгрия          | Поливалент Холл, Клуж-Напока Зрителей: 9,121 Судьи: Луис Васкес Борис Креич Кристофер Рид |
| 5 сентября 2017 20:30 | Отчёт | 15–16, 17–22, 20–22, 19–20        |          |                  | Поливалент Холл, Клуж-Напока Зрителей: 9,121 Судьи: Луис Васкес Борис Креич Кристофер Рид |
| 5 сентября 2017 20:30 | Отчёт | Андрей Мандач 26                  | Очки     | Давид Войвода 26 | Поливалент Холл, Клуж-Напока Зрителей: 9,121 Судьи: Луис Васкес Борис Креич Кристофер Рид |
| 5 сентября 2017 20:30 | Отчёт | Влад Молдовяну 9                  | Подборы  | Акос Келлер 7    | Поливалент Холл, Клуж-Напока Зрителей: 9,121 Судьи: Луис Васкес Борис Креич Кристофер Рид |
| 5 сентября 2017 20:30 | Отчёт | Октавьян Калота, Нандор Кути по 4 | Передачи | Давид Войвода 4  | Поливалент Холл, Клуж-Напока Зрителей: 9,121 Судьи: Луис Васкес Борис Креич Кристофер Рид |

### 5-й тур

#### Чехия v Хорватия
| 7 сентября 2017 14:30 | Отчёт | Чехия                     | 69:107   | Хорватия                        | Поливалент Холл, Клуж-Напока Зрителей: 737 Судьи: Толга Сахин Йоан Россо Кристофер Рид |
| 7 сентября 2017 14:30 | Отчёт | 17–28, 23–26, 20–24, 9–29 |          |                                 | Поливалент Холл, Клуж-Напока Зрителей: 737 Судьи: Толга Сахин Йоан Россо Кристофер Рид |
| 7 сентября 2017 14:30 | Отчёт | Патрик Ода 19             | Очки     | Боян Богданович 25              | Поливалент Холл, Клуж-Напока Зрителей: 737 Судьи: Толга Сахин Йоан Россо Кристофер Рид |
| 7 сентября 2017 14:30 | Отчёт | Патрик Ода 5              | Подборы  | Дарио Шарич 10                  | Поливалент Холл, Клуж-Напока Зрителей: 737 Судьи: Толга Сахин Йоан Россо Кристофер Рид |
| 7 сентября 2017 14:30 | Отчёт | Томаш Саторанский 6       | Передачи | Крунослав Симон, Роко Укич по 6 | Поливалент Холл, Клуж-Напока Зрителей: 737 Судьи: Толга Сахин Йоан Россо Кристофер Рид |

#### Венгрия v Испания
| 7 сентября 2017 17:15 | Отчёт | Венгрия                    | 64:87    | Испания           | Поливалент Холл, Клуж-Напока Зрителей: 3,180 Судьи: Николя Маэстр Сергей Защук Борис Креич |
| 7 сентября 2017 17:15 | Отчёт | 10–22, 19–19, 17–19, 18–27 |          |                   | Поливалент Холл, Клуж-Напока Зрителей: 3,180 Судьи: Николя Маэстр Сергей Защук Борис Креич |
| 7 сентября 2017 17:15 | Отчёт | Чаба Ференц 17             | Очки     | По Газоль 20      | Поливалент Холл, Клуж-Напока Зрителей: 3,180 Судьи: Николя Маэстр Сергей Защук Борис Креич |
| 7 сентября 2017 17:15 | Отчёт | Три игрока по 4            | Подборы  | По Газоль 8       | Поливалент Холл, Клуж-Напока Зрителей: 3,180 Судьи: Николя Маэстр Сергей Защук Борис Креич |
| 7 сентября 2017 17:15 | Отчёт | Давид Войвода 4            | Передачи | Серхио Родригес 7 | Поливалент Холл, Клуж-Напока Зрителей: 3,180 Судьи: Николя Маэстр Сергей Защук Борис Креич |

#### Черногория v Румыния
| 7 сентября 2017 20:45 | Отчёт | Черногория                 | 86:69    | Румыния          | Поливалент Холл, Клуж-Напока Зрителей: 3,419 Судьи: Панайотис Анастопулос Маркос Михаэлидес Эрез Гурион |
| 7 сентября 2017 20:45 | Отчёт | 24–19, 18–11, 24–23, 20–16 |          |                  | Поливалент Холл, Клуж-Напока Зрителей: 3,419 Судьи: Панайотис Анастопулос Маркос Михаэлидес Эрез Гурион |
| 7 сентября 2017 20:45 | Отчёт | Неманья Джуришич 14        | Очки     | Нандор Кути 18   | Поливалент Холл, Клуж-Напока Зрителей: 3,419 Судьи: Панайотис Анастопулос Маркос Михаэлидес Эрез Гурион |
| 7 сентября 2017 20:45 | Отчёт | Боян Дубльевич 9           | Подборы  | Андрей Мандач 10 | Поливалент Холл, Клуж-Напока Зрителей: 3,419 Судьи: Панайотис Анастопулос Маркос Михаэлидес Эрез Гурион |
| 7 сентября 2017 20:45 | Отчёт | Никола Павличевич 6        | Передачи | Андрей Мандач 11 | Поливалент Холл, Клуж-Напока Зрителей: 3,419 Судьи: Панайотис Анастопулос Маркос Михаэлидес Эрез Гурион |